# Dmitrov
Dmitrov (rusky Дми́тров) je město v Moskevské oblasti v Rusku, ležící 65 km od Moskvy. Žije zde přes 60 000 obyvatel.

## Historie
Dmitrov byl založen Jurijem Dolgorukým roku 1154 hluboko v lesích na místě, kde se narodil jeho syn.
V tomto městě dožil ruský revolucionář a teoretik anarchokomunismu Petr Kropotkin.

## Partnerská města
- Almere, Nizozemsko
- Rîbnița, Moldavsko